# Gajcsána
Gajcsána (románul: Găiceana) település Romániában, Moldvában, Bákó megyében.

## Fekvése
Bákótól délkeletre fekvő település

## Története
Gajcsána csángó magyar település, melynek lakosai máig beszélik a magyar nyelvet.
Három falu: Magyarfalu, Huțu és Huruiesti tartozik hozzá.
A 2024-es évben tartott önkormányzati választáson az RMDSZ magyar jelöltje, Gál Alina nyerte el a polgármesteri címet.

## Demográfia
- A 2002-es népszámlálás adatai szerint 3070 lakosából 3057 román, 4 magyar, 3 roma, 1 török és 5 csángó.
- 2011-ben a község 3009 lakosából 40 fő (1,33%) vallotta magát magyar anyanyelvűnek.[3]